# Dolichovespula lama
Dolichovespula lama är en getingart som först beskrevs av Robert du Buysson 1903.  Dolichovespula lama ingår i släktet långkindade getingar, och familjen getingar. Inga underarter finns listade i Catalogue of Life.